# Sloup se sochou Panny Marie (Radonice)
Sloup se sochami Panny Marie a světců je novogotická plastika, která stojí na náměstí v Radonicích v okrese Chomutov. Postaven byl v devatenáctém století a je chráněn jako kulturní památka.

## Historie
Předchůdcem sloupu bývala socha Panny Marie z doby před rokem 1665, kdy město patřilo Janu Šebestiánovi z Pöttingenu. Roku 1814 ji poškodila vichřice, a v roce 1818 proto byla odstraněna.

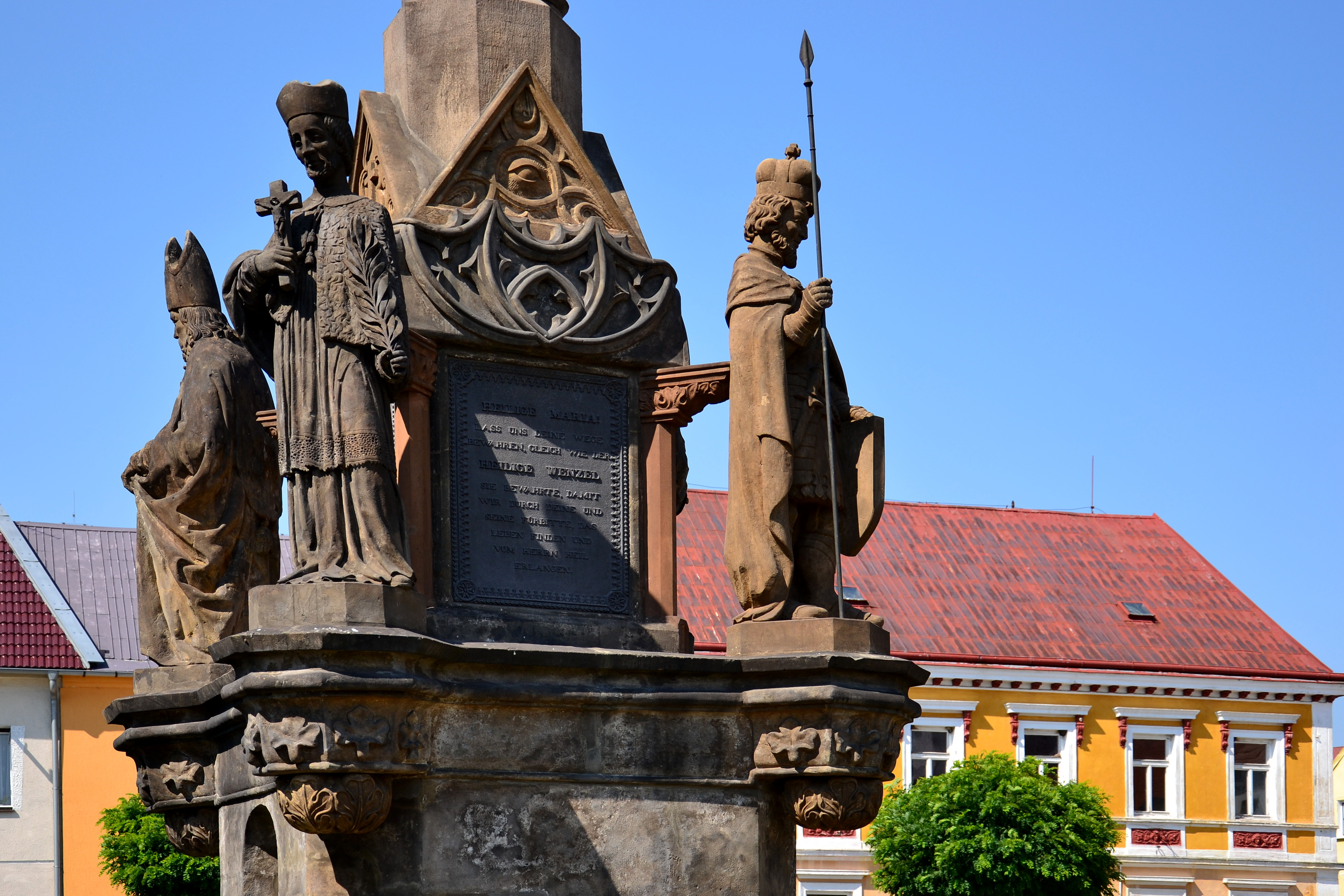
Sochy světců

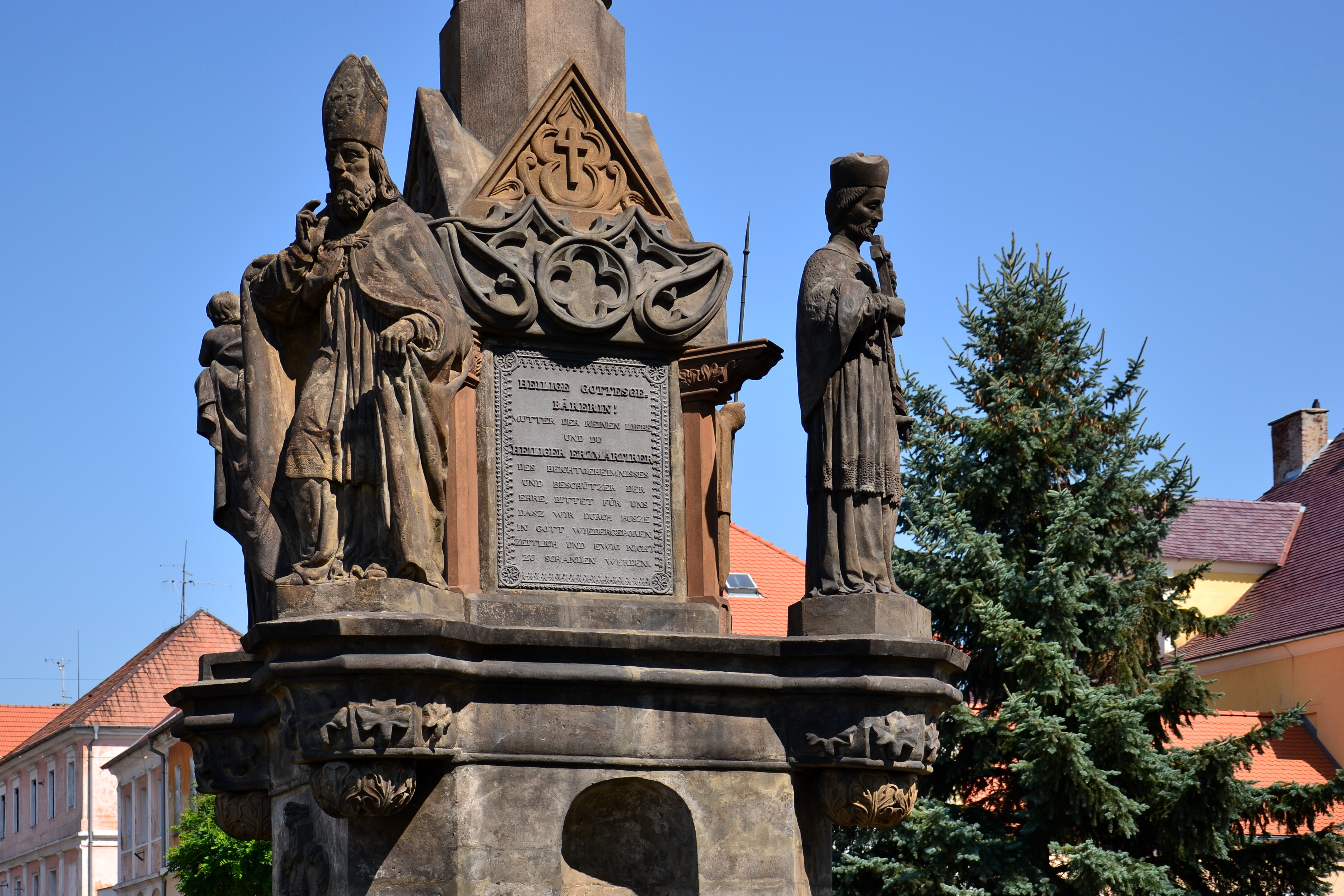
Sochy světců

Záměr postavit na náměstí mariánský sloup se objevil už na začátku devatenáctého století a první veřejná sbírka na získání finančních prostředků byla vyhlášena roku 1813. Další tři desetiletí se stavba odkládala a teprve starosta Josef Eckert vyhlásil novou sbírku a roku 1846 město získalo povolení sloup postavit. Sochy měl za 680 zlatých vytvořit pražský sochař Dvořáček, ale před smrtí stihl dokončit pouze sochy svatého Václava a svatého Vojtěcha. Jeho syn Josef Dvořáček poté vytvořil sochy svatého Jana Nepomuckého a svatého Josefa. Autorem sochy Panny Marie je sochař Josef Max. O jeho honorář ve výši 150 zlatých byla snížena odměna sochařů Dvořáčkových.
Hotový sloup vysvětil litoměřický biskup Augustin Bartoloměj Hille dne 1. srpna 1847.

## Popis
Základem sloupu je dvojitý hranolový sokl, jehož spodní část má profilovanou římsu s nárožními konzolami, na kterých stojí sochy světců. Horní část soklu podpírá svazkový sloup, na jehož vrcholu se nachází socha Panny Marie.